# Innerstellar Jam
Innerstellar Jam – drugi album studyjny fińskiego projektu muzycznego Dreamtime, wydany w 2013. Kompozytorem wszystkich utworów był Lauri Turjansalo. W przeciwieństwie do wydanej na CD poprzedniej płyty, ten album został opublikowany wyłącznie w formie cyfrowej na internetowej platformie Bandcamp.

## Historia nagrania
Dzieląc swój czas pomiędzy pracę, muzykę i sprawy prywatne, Lauri Turjansalo przypomniał sobie wywiad z Michielem van der Kuyem, twórcą brzmienia Laserdance, który powiedział, że płyta Laserdance Technological Mind powstała w jeden tydzień. Lauri wpadł na pomysł, by swój kolejny, 45-minutowy album zrealizować w łącznym czasie 70 godzin. Muzyka powstawała przy pomocy oprogramowania Cubase. O postępach prac autor informował na bieżąco na swojej stronie internetowej.
Prace nad zawartością albumu rozpoczęły się 4 listopada 2012. 6 listopada powstał pierwszy utwór Retrological Mind. 11 listopada ujrzał światło dzienne Kauas Pois inspirowany twórczością Tangerine Dream. Jako trzeci powstał Among the Stars. Kolejny utwór Into the Stratosphere, stworzony 26 listopada 2012, był zainspirowany słynnym skokiem Felixa Baumgartnera z 39 kilometrów. 30 listopada, w ciągu 5,5 godziny, powstał utwór Be here now. 20 grudnia światło dzienne ujrzał kolejny utwór Hexadecimal Memories. 3 stycznia 2013 Lauri nagrał utwór Brainhunt. Dzień później autor ogłosił wykonanie planu. 6 stycznia 2013 album został premierowo udostępniony na platformie Bandcamp.

## Spis utworów
1. „Retrological Mind” – 5:03
2. „Hexadecimal Memories” – 5:06
3. „Kauas Pois” – 6:06
4. „Brainhunt” – 6:20
5. „Into the Stratosphere” – 4:20
6. „Among the Stars” – 6:31
7. „Be Here Now” – 7:12
8. „The Encounter” – 6:37